# Kerkhof van Hames-Boucres

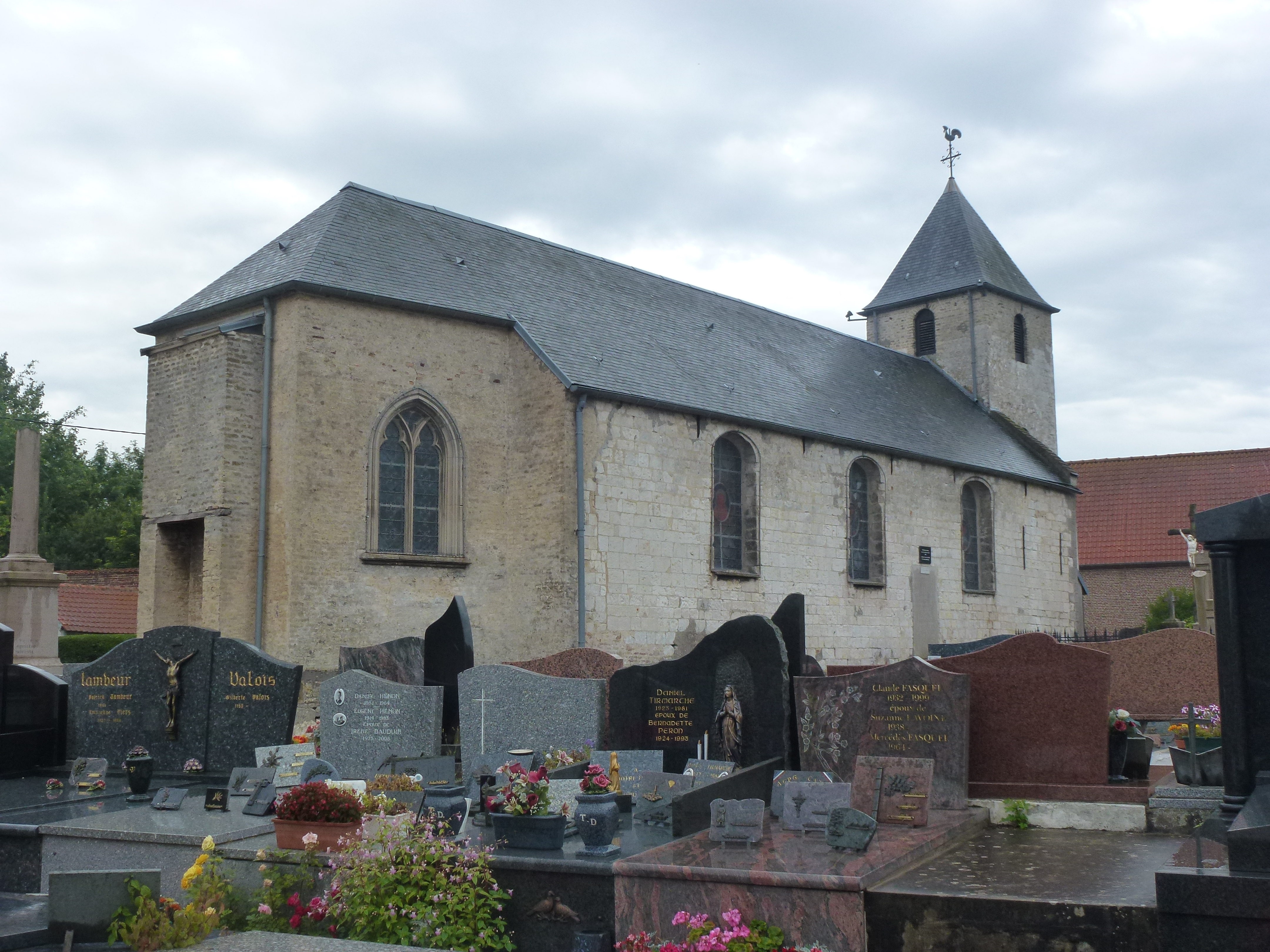
Kerkhof van Hames-Boucres

Het Kerkhof van Hames-Boucres is een gemeentelijke begraafplaats in de Franse gemeente Hames-Boucres in het departement Pas-de-Calais. Het kerkhof ligt er in Boucres rond de Église Saint-Martin.

## Britse oorlogsgraven
Op het kerkhof bevinden zich drie Britse oorlogsgraven uit de Tweede Wereldoorlog. Een graf is niet geïdentificeerd. De graven worden onderhouden door de Commonwealth War Graves Commission. In de CWGC-registers is de begraafplaats opgenomen als Hames-Boucres Churchyard.